# Ley de Reed
La ley de Reed afirma que la utilidad de redes grandes, en particular redes sociales, escala exponencialmente con el tamaño de la red. La ley fue enunciada por David P. Reed, especialista en ciencias de la computación.
La razón de esto, es que el número posible de subgrupos de participantes de la red es {\displaystyle 2^{N}-N-1\,}, donde {\displaystyle N} es el número de participantes. Este crece mucho más rápido que alguno de ambos:
- el número de participantes {\displaystyle N}, o
- el número de posibles pares de conexiones, (que siguen la Ley de Metcalfe)

## Demostración
Dado un conjunto A de N personas, el conjunto A tiene {\displaystyle 2^{N}} subconjuntos posibles. Esto se ve fácilmente, ya que podemos formar cada posible subconjunto simplemente escogiendo para cada elemento de A una de dos posibilidades: incluir o no el elemento.
Sin embargo, esto incluye el conjunto vacío, y N subconjuntos de un solo elemento, los cuales no son propiamente subgrupos. Entonces quedan {\displaystyle 2^{N}-N-1} subconjuntos, expresión que es exponencial, como {\displaystyle 2^{N}}.